# Luiz Guilherme da Conceição Silva
Luiz Guilherme da Conceição Silva (sinh ngày 16 tháng 6 năm 1986) là một cầu thủ bóng đá người Brasil.

## Sự nghiệp câu lạc bộ
Luiz Guilherme da Conceição Silva đã từng chơi cho FC Tokyo.
Hiện đang mang áo số 11 tại câu lạc bộ Brasil, Avaí. 